# Fabrice Colas
Fabrice Colas (Rueil-Malmaison, 21 luglio 1964) è un ex pistard francese.

## Palmarès
- Giochi olimpici

Los Angeles 1984: bronzo nel chilometro da fermo.